# Internationaal filmfestival van Toronto

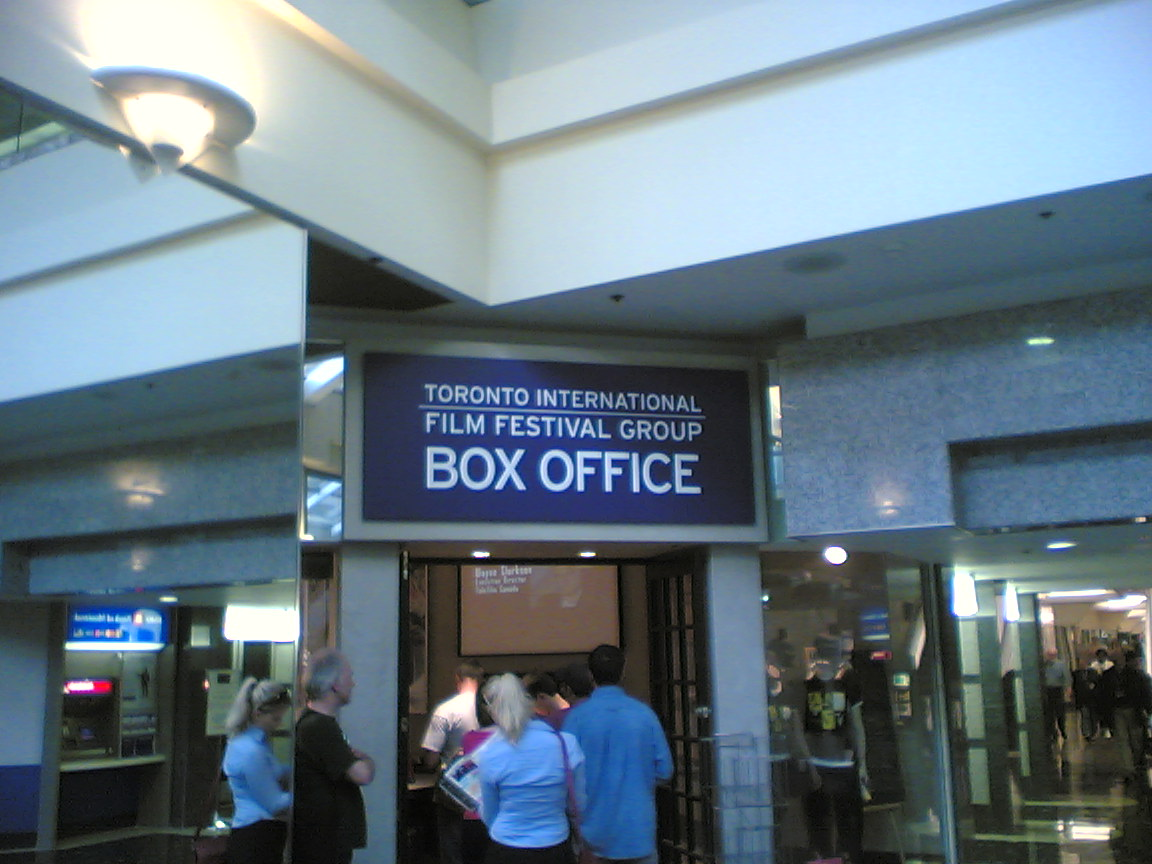
Kaartjesverkoop voor het evenement

Het Internationaal filmfestival van Toronto, in het Engels Toronto International Film Festival (TIFF) geheten, is een filmfestival dat elke september in de Canadese stad Toronto wordt gehouden. Het festival werd in 1976 opgericht in het Windsor Arms-hotel, dat nog steeds betrokken is bij de organisatie. Het festival begint op de donderdag na de Canadese dag van de arbeid en duurt dan tien dagen. Tussen de 300 en 400 films worden dan vertoond op ongeveer 23 schermen op diverse plaatsen. Het evenement wordt na het Filmfestival van Cannes gezien als het grootste filmfestival ter wereld. In 2009 wordt het Filmfestival van Toronto voor de 34ste keer gehouden.
Het festival staat bekend als een goede start onder filmstudio's om films in première te laten gaan. Zo won Jamie Foxx een Oscar voor beste acteur nadat de film Ray op dit evenement in première ging. Grote films die ook hun Noord-Amerikaanse of wereldwijde première beleefden in Toronto waren Chariots of Fire, The Big Chill, Husbands and Wives, Thirty Two Short Films About Glenn Gould, Der Untergang, American Beauty, Sideways, Crash, Dreaming Lhasa en Imagine Me & You.
De directeur van het filmfestival is sinds 1994 Piers Handling. In 2004 werd Noah Cowan mededirecteur.

## People's Choice Award
Er is geen jury en dus ook geen competitie bij de TIFF. Wel kunnen alle bezoekers stemmen op de beste film. De winnaars van de vorige jaren waren:
- 2024 - The Life of Chuck
- 2023 - American Fiction
- 2022 - The Fabelmans
- 2021 - Belfast
- 2020 - Nomadland
- 2019 - Jojo Rabbit
- 2018 - Green Book
- 2017 - Three Billboards Outside Ebbing, Missouri
- 2016 - La La Land
- 2015 - Room
- 2014 - The Imitation Game
- 2013 - 12 Years a Slave
- 2012 - Silver Linings Playbook
- 2011 - Et maintenant, on va où?
- 2010 - The King's Speech
- 2009 - Precious
- 2008 - Slumdog Millionaire
- 2007 - Eastern Promises
- 2006 - Bella
- 2005 - Tsotsi
- 2004 - Hotel Rwanda
- 2003 - Zatôichi
- 2002 - Whale Rider
- 2001 - Le Fabuleux Destin d'Amélie Poulain
- 2000 - Crouching Tiger, Hidden Dragon
- 1999 - American Beauty
- 1998 - La vita è bella
- 1997 - The Hanging Garden
- 1996 - Shine
- 1995 - Antonia
- 1994 - Priest
- 1993 - The Snapper
- 1992 - Strictly Ballroom
- 1991 - The Fisher King
- 1990 - Cyrano de Bergerac
- 1989 - Roger & Me
- 1988 - Mujeres al borde de un ataque de nervios
- 1987 - The Princess Bride
- 1986 - Le Déclin de l'empire américain
- 1985 - La historia oficial
- 1984 - Places in the Heart
- 1983 - The Big Chill
- 1982 - Tempest
- 1981 - Chariots of Fire
- 1980 - Bad Timing
- 1979 - Best Boy
- 1978 - Girlfriends